# Krystał Czortków
Krystał Czortków (ukr. Футбольний клуб «Кристал» Чортків, Futbolnyj Kłub "Krystał Czortkiw") – amatorski ukraiński klub piłkarski z siedzibą w Czortkowie w obwodzie tarnopolskim. Założony w 1946 jako Dynamo Czortków. W latach 2005—2017 znany jako FK Czortków.
W latach 1992–1997 występował w ukraińskiej Pierwszej Lidze, potem w Druhiej Lidze.

## Historia
Chronologia nazw:
- 1946: Dynamo Czortków (ukr. ФК «Динамо» Чортків)
- 30.11.1976: Łokomotyw Czortków (ukr. ФК «Локомотив» Чортків)
- 1978: Charczowyk Czortków (ukr. ФК «Харчовик» Чортків)
- 1986: Cukrowyk Czortków (ukr. ФК «Цукровик» Чортків)
- 1990: Krystał Czortków (ukr. ФК «Кристал» Чортків)
- 1998: klub rozwiązano
- 1998: Awianoseć Czortków (ukr. ФК «Авіаносець» Чортків)
- 2005: FK Czortków (ukr. ФК «Чортків»)
- 2014: FSK Czortków (ukr. ФСК «Чортків»)
- 2016: FK Czortków (ukr. ФК «Чортків»)
- 08.2017: Krystał Czortków (ukr. ФСК «Кристал» Чортків)

Drużyna piłkarska w Czortkowie została założona w 1946 jako Dynamo Czortków. Występował w rozgrywkach Mistrzostw oraz Pucharu obwodu tarnopolskiego. Nazywał się Łokomotyw, Charczowyk, Cukrowyk. W 1990 klub przyjął nazwę Krystał.
W roku 1992 starował w Mistrzostwach Ukrainy w Pierwszej Lidze. W sezonie 1996/97 klub zajął ostatnie 24 miejsce i spadł do Drugiej Lihi. W sezonie 1998/99 klub z powodów finansowych po rundzie jesiennej zrezygnował z dalszych występów i został pozbawiony statusu profesjonalnego.
Jako klub amatorski z nową nazwą Awianoseć nadal występuje w rozgrywkach Mistrzostw i Pucharu obwodu tarnopolskiego. Od 2005 klub nazywał się FK Czortków. W sierpniu 2017 przywrócił nazwę klubu Krystał.

## Sukcesy
- 5 miejsce w Pierwszej Lidze: 1992

## Szkoleniowcy
Iwan Hakman, Wasyl Iwehesz

## Inne
- Dnister Zaleszczyki
- Hałycz Zbaraż
- Nywa Tarnopol
- Sokił Brzeżany